# Pericallia distinguenda
Pericallia distinguenda là một loài bướm đêm thuộc phân họ Arctiinae, họ Erebidae.